# Ines Brodmannová
Ines Brodmannová (* 1. duben 1985, Basilej) je švýcarská reprezentantka v orientačním běhu. Mezi její největší úspěchy na mezinárodní scéně patří zlatá medaile z Mistrovství světa ve štafetovém závodě z roku 2012 ve švýcarském Lausanne. V současnosti běhá za švýcarský klub OLG Basel a švédský IFK Lidingö SOK za který startuje ve skandinávii.

## Sportovní kariéra
| Přehled úspěchů na Mistrovství světa | Přehled úspěchů na Mistrovství světa | Přehled úspěchů na Mistrovství světa | Přehled úspěchů na Mistrovství světa | Přehled úspěchů na Mistrovství světa |
| Mistrovství světa                    | Sprint                               | Middle                               | Long                                 | Štafety                              |
| ------------------------------------ | ------------------------------------ | ------------------------------------ | ------------------------------------ | ------------------------------------ |
| Kyjev 2007                           | X                                    | Q17. místo                           | X                                    | X                                    |
| Olomouc 2008                         | X                                    | 23. místo                            | X                                    | 4. místo                             |
| Miskolc 2009                         | 10. místo                            | X                                    | X                                    | X                                    |
| Savojsko 2011                        | X                                    | 23. místo                            | X                                    | 7. místo                             |
| Lausanne 2012                        | X                                    | X                                    | 9. místo                             | 1. místo                             |

| Přehled úspěchů na Mistrovství Evropy | Přehled úspěchů na Mistrovství Evropy | Přehled úspěchů na Mistrovství Evropy | Přehled úspěchů na Mistrovství Evropy | Přehled úspěchů na Mistrovství Evropy |
| Mistrovství Evropy                    | Sprint                                | Middle                                | Long                                  | Štafety                               |
| ------------------------------------- | ------------------------------------- | ------------------------------------- | ------------------------------------- | ------------------------------------- |
| Ventspils 2008                        | 11. místo                             | DSQ                                   | X                                     | 7. místo                              |
| Primorsko 2010                        | 33. místo                             | X                                     | X                                     | X                                     |
| Falun 2012                            | 13. místo                             | 16. místo                             | X                                     | X                                     |

| Přehled úspěchů na Mistrovství světa juniorů | Přehled úspěchů na Mistrovství světa juniorů | Přehled úspěchů na Mistrovství světa juniorů | Přehled úspěchů na Mistrovství světa juniorů | Přehled úspěchů na Mistrovství světa juniorů |
| Mistrovství světa juniorů                    | Sprint                                       | Middle                                       | Long                                         | Štafety                                      |
| -------------------------------------------- | -------------------------------------------- | -------------------------------------------- | -------------------------------------------- | -------------------------------------------- |
| Põlva 2003                                   | X                                            | X                                            | 33. místo                                    | X                                            |
| Gdynia 2004                                  | X                                            | X                                            | 9. místo                                     | 5. místo                                     |
| Tenero 2005                                  | X                                            | X                                            | 28. místo                                    | 4. místo                                     |